# Zeitschrift für deutsche Philologie
Die Zeitschrift für deutsche Philologie (kurz ZfdPh) ist eine Fachzeitschrift für die Germanistik. Die Zeitschrift erscheint jährlich in vier Heften und einem Sonderheft wechselnder thematischer Orientierung. Die Printauflage beträgt nach Verlagsangaben 650 Exemplare, die Verbreitung in Deutschland 350 Exemplare; die Zeitschrift kann jedoch auch in digitaler Version abonniert werden.
Die Zeitschrift wurde 1868 von Ernst Höpfner und Julius Zacher begründet und erscheint seit 1954 im Erich Schmidt Verlag. Jeweils das erste und dritte Heft im Jahr widmet sich der Älteren deutschen Literatur sowie der Sprachgeschichte, die Hefte zwei und vier widmen sich dann der Neueren deutschen Literatur. Für die beiden Bereiche ist jeweils eine eigene Redaktion verantwortlich.